# Maître de Badia a Isola
Maestro di Badia a Isola est un peintre italien siennois anonyme, actif entre 1285 et 1315 environ.
Le Maître de Badia a Isola est « un peintre tellement proche de Duccio et dont l'art offre une telle qualité que certaines œuvres ont été attribuées tantôt à l'un tantôt à l'autre » (G. Ragionieri). Et si Enzo Carli va jusqu'à considérer son œuvre comme celle du jeune Duccio, il est tout au moins « un très fin disciple de la première heure » (G. Chelazzi Dini), catalogué parmi ceux de la « première génération » aux côtés notamment du Maître de Città di Castello et du Maître des Albertini.
Il doit son nom à une Maestà exposée ab antiquo dans l'abbaye Santi Salvatore e Cirino (it) à Badia a Isola (it), frazione  de Monteriggioni, et conservée depuis 1995  au Museo civico e d'arte sacra de Colle di Val d'Elsa, en Toscane.

## Présentation
La définition du corpus de ce maître anonyme tire son origine du doute entourant l'attribution de la Madone Rucellai à Duccio, après des siècles d'attribution à Cimabue. Plusieurs critiques (Perkins, Suida, Berenson, Cecchi e Toesca) réunissent un ensemble d’œuvres cimabuesques de très belle facture et très proches stylistiquement de la Madone Rucellai, sous le nom de convention de Maître de la madone Rucellai (Berenson). Lorsque quelques années plus tard les historiens d'art entérinent l'attribution à Duccio, l’œuvre la plus remarquable de ce corpus devient la Madone de Badia a Isola.
Un des éléments stylistiques essentiels et caractéristiques du Maître de Badia a Isola est le rendu tridimensionnel des volumes - Stubblebine parle de « peintures décidément sculpturales ». Le maître est manifestement sensible à la leçon des fresques de Giotto à Assise, probablement transmise de manière indirecte via Duccio. Ainsi la représentation architectonique du trône (non plus en bois comme chez Cimabue, mais en pierre) est très proche de celle des trônes de la voûte des docteurs à Assise - représentation reprise très précocement par Duccio à la fois dans la grande rosace du dôme de Sienne (1287-88) et dans la petite Maestà de Berne.

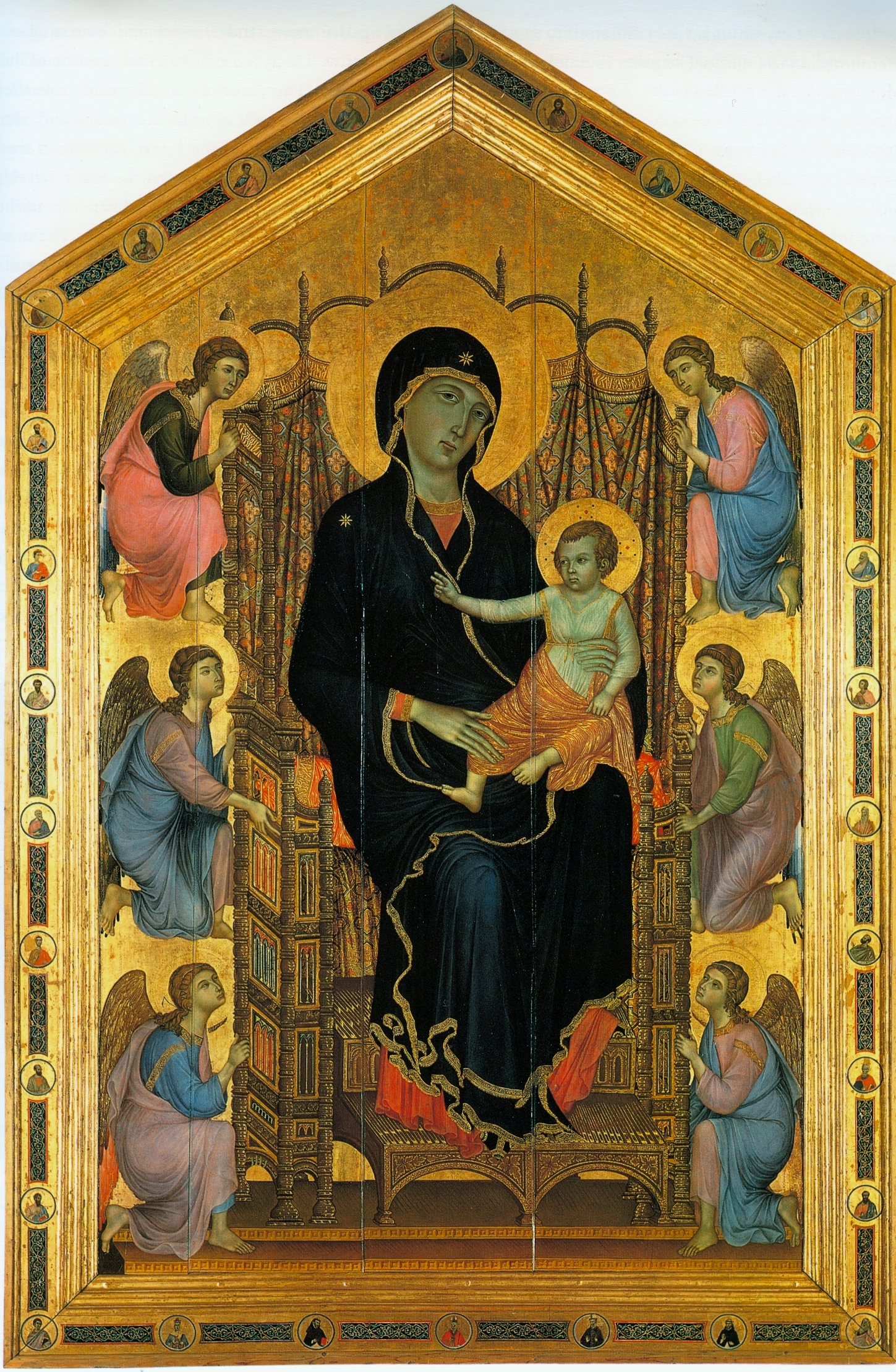
Duccio, Madone Rucellai
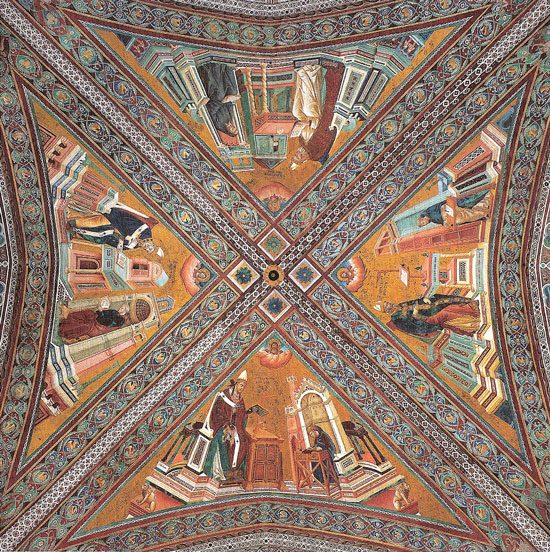
Giotto, Voute des docteurs, Assise
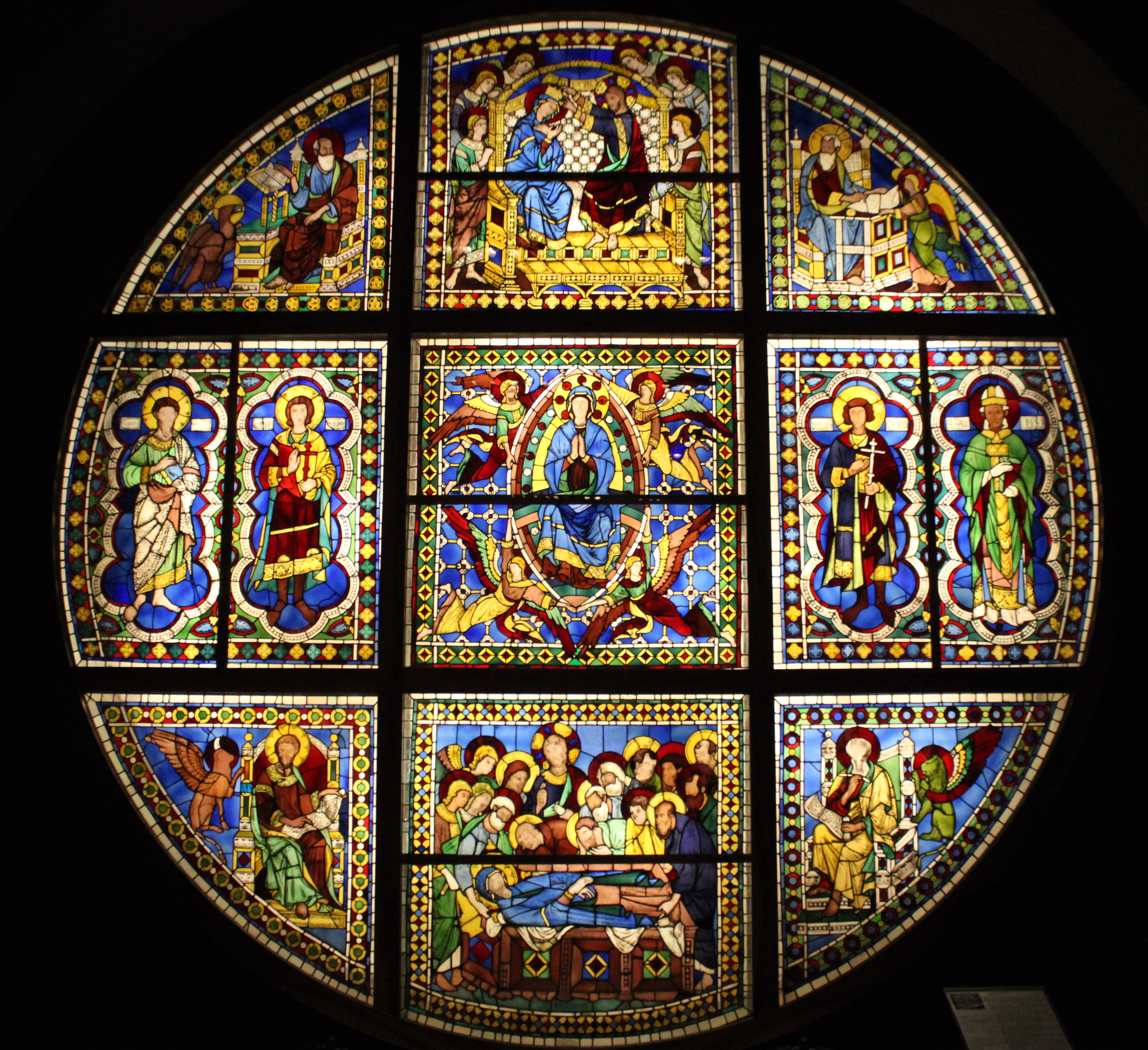
Duccio, rosace du Duomo de Sienne
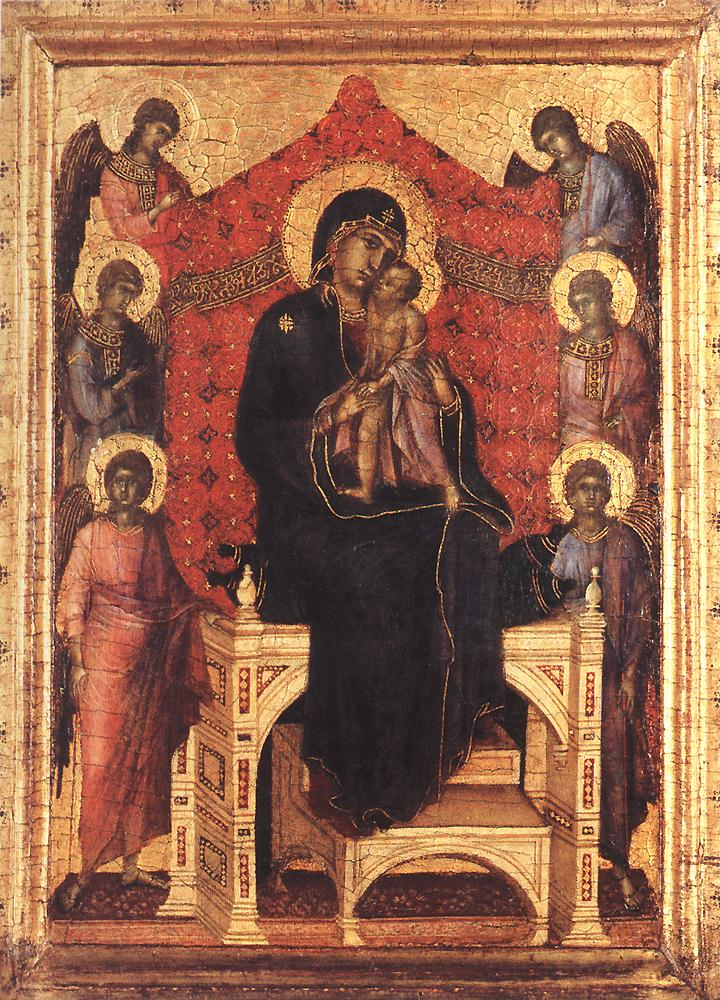
Duccio, Maestà de Berne
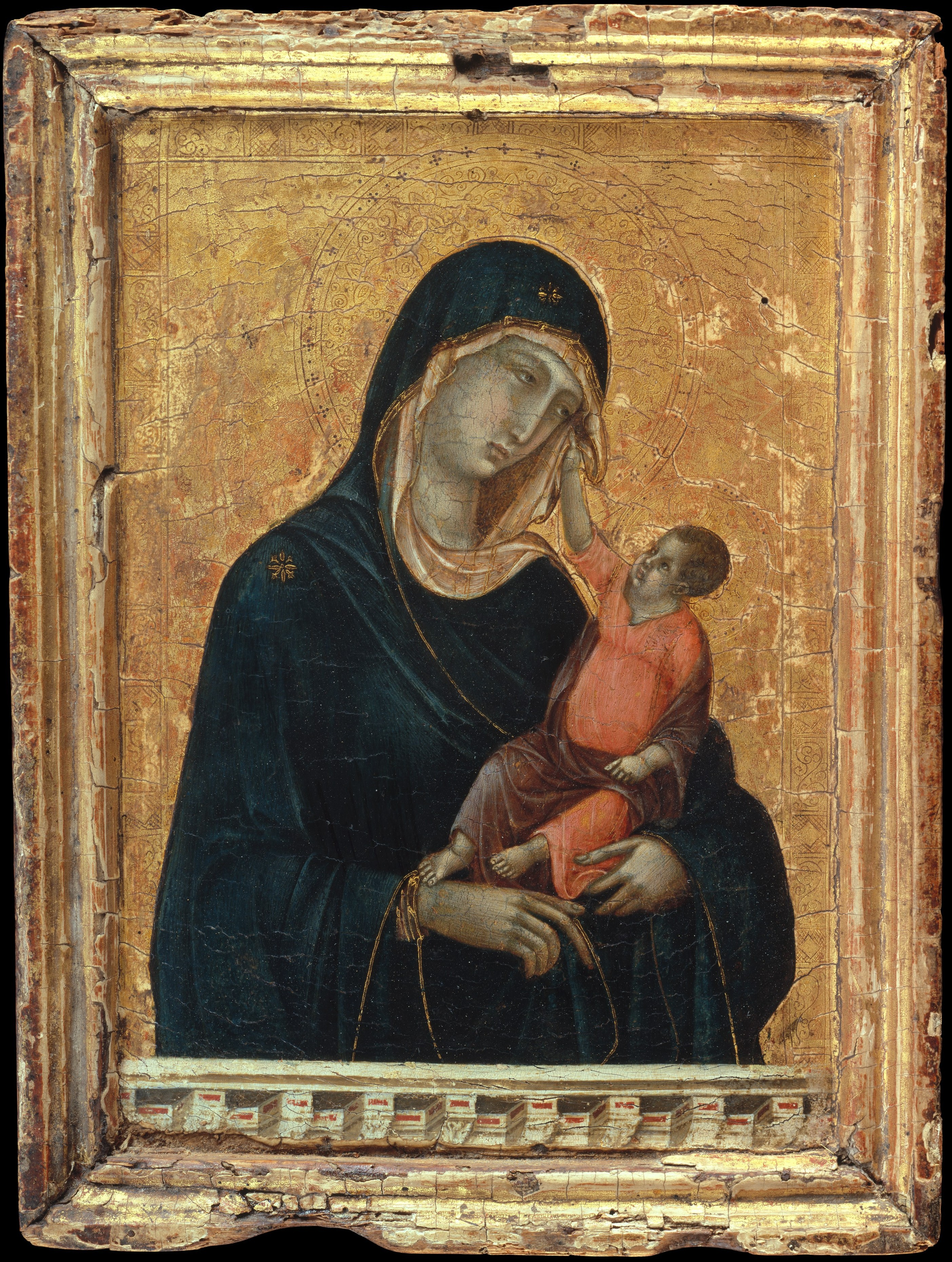
Duccio, Madone Stoclet, MET

On distingue deux périodes dans sa production selon la couleur du maphorion de la Vierge : rouge dans la tradition séculaire byzantine - caractérisant ses œuvres les plus anciennes (Madone no 593, Maestà éponyme, polyptyque Ramboux); blanc selon la proposition nouvelle de Duccio (cf. Madone Stoclet) : Madone d'Indianapolis, œuvres de Montepulciano...
Gertrude Coor-Achenbach, estimant que la douceur du style du Maître de Badia a Isola se retrouvait dans les œuvres plus tardives du peintre ducciesque Ugolino di Nerio, fils de Nerio da Siena, lui-même peintre, a donc proposé d'identifier notre maître anonyme à ce dernier.

## Œuvres
- Vierge à l'Enfant, tempera sur bois, 65 × 50 cm, Sienne, Pinacoteca Nazionale, no  593 [BRANDI 1933]/[TOESCA 1951].
- Vierge en majesté et anges (Maestà éponyme), or et tempera sur panneau, 204,5 × 125 cm, Colle di Val d'Elsa, Musée civique et d'art sacré

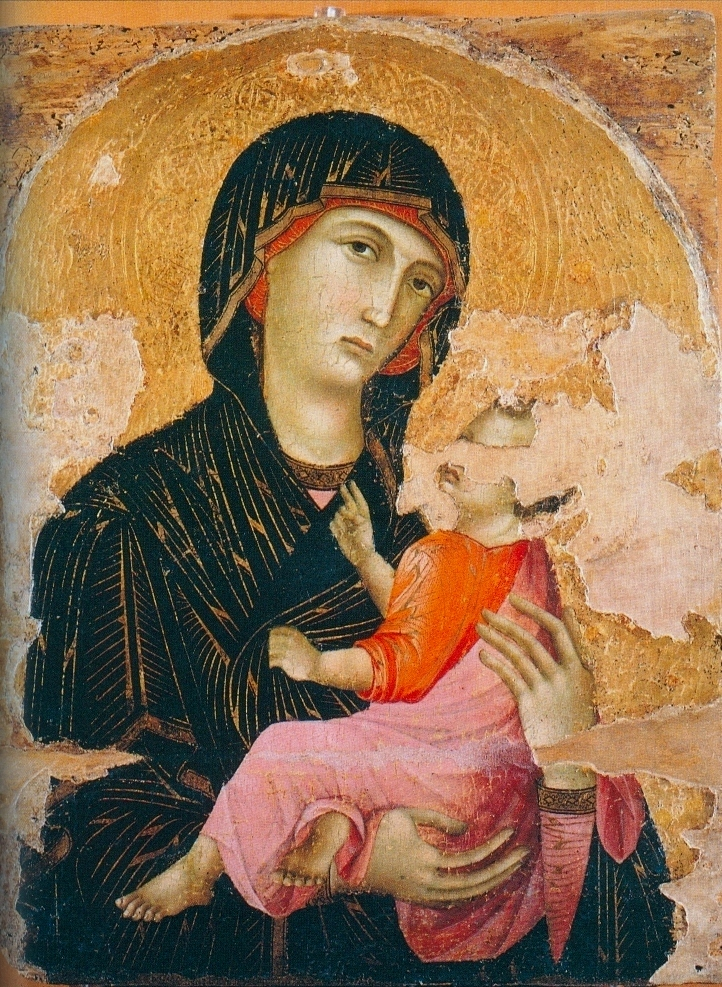
Madone (c. 1280), Sienne, Pinacothèque, cat. no  593
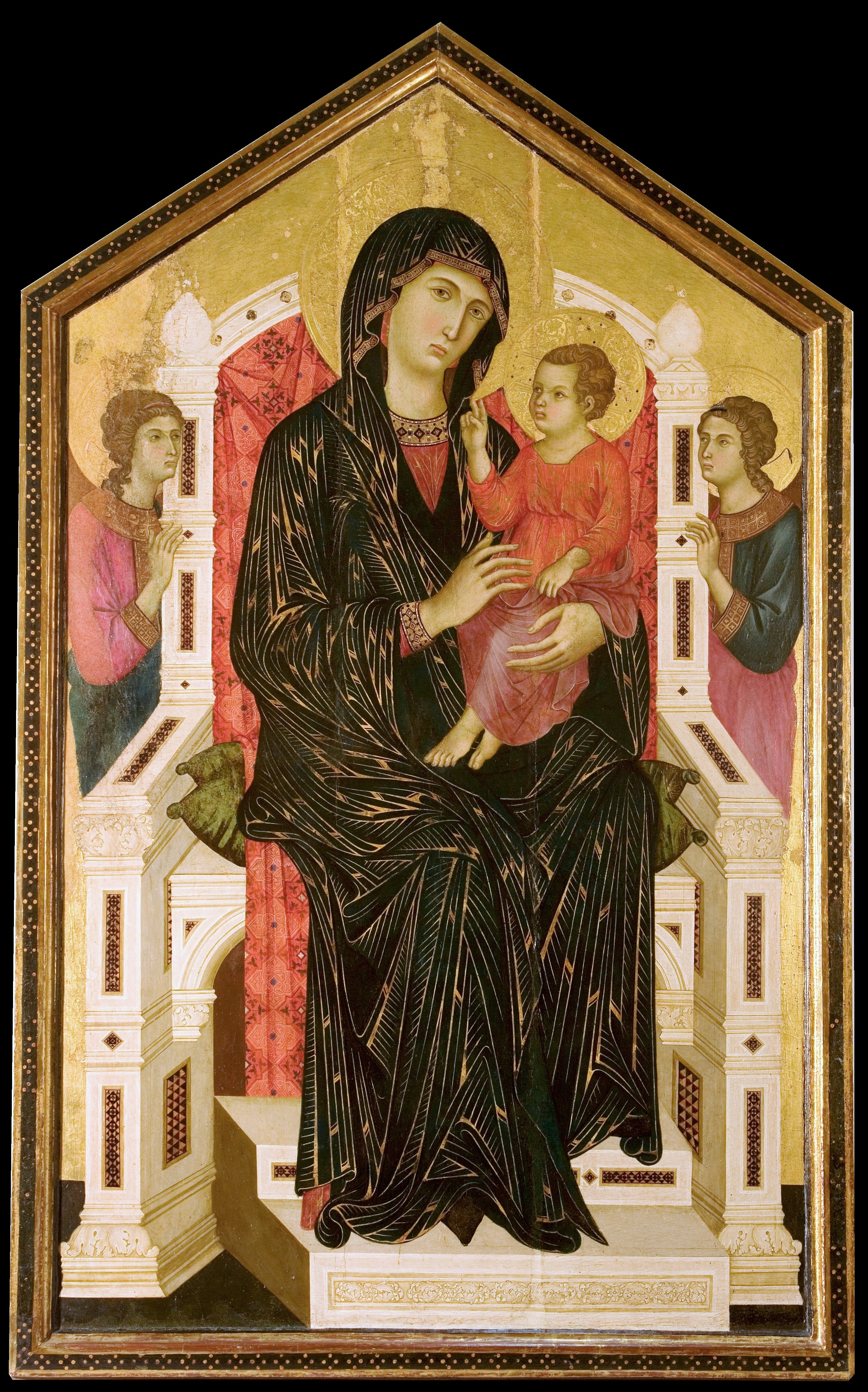
Madone Badia a Isola, Colle di Val d'Elsa, Musée civique et d'art sacré

- Polyptyque Ramboux [COOR-ACHENBACH 1952]/[1960]
  - Vierge à l'Enfant, fragment de 40 × 41 cm, Utrecht, musée de l'archevêché, inv. no SK-C-1597-A [VAN MARLE 1924]
  - Saint Jean Baptiste, 62 × 30 cm, Cologne, Wallraf-Richartz Museum, inv. 608
  - Saint Paul (fragment), 47,6 × 45,1 cm, South Hadley (Massachusetts), Mount Holyoke College Art Museum, MH 1965.49a.P.PI
  - Saint Jean l'Évangéliste (fragment), 47,6 × 44,8 cm, South Hadley (Massachusetts), Mount Holyoke College Art Museum, MH 1965.49b.P.PI
  - Saint Pierre (fragment), South Hadley (Massachusetts), Mount Holyoke College Art Museum, MH 1965.49c.P.PI
  - Christ Rédempteur bénissant et anges, couronnement de la pala (localisation inconnue)

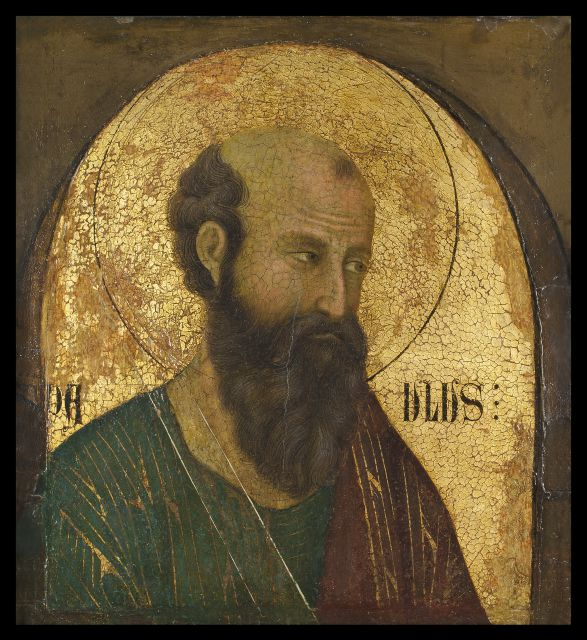
Saint Paul, South Hadley (Massachusetts), Mount Holyoke College Art Museum
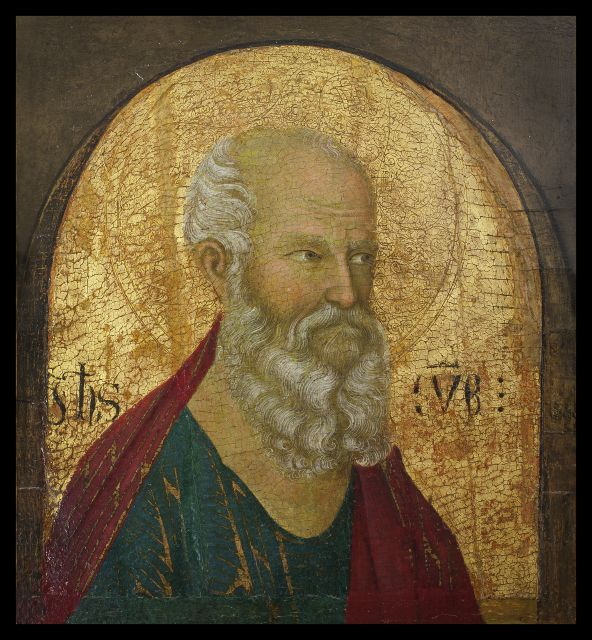
Saint Jean l'évangéliste, South Hadley (Massachusetts), Mount Holyoke College Art Museum
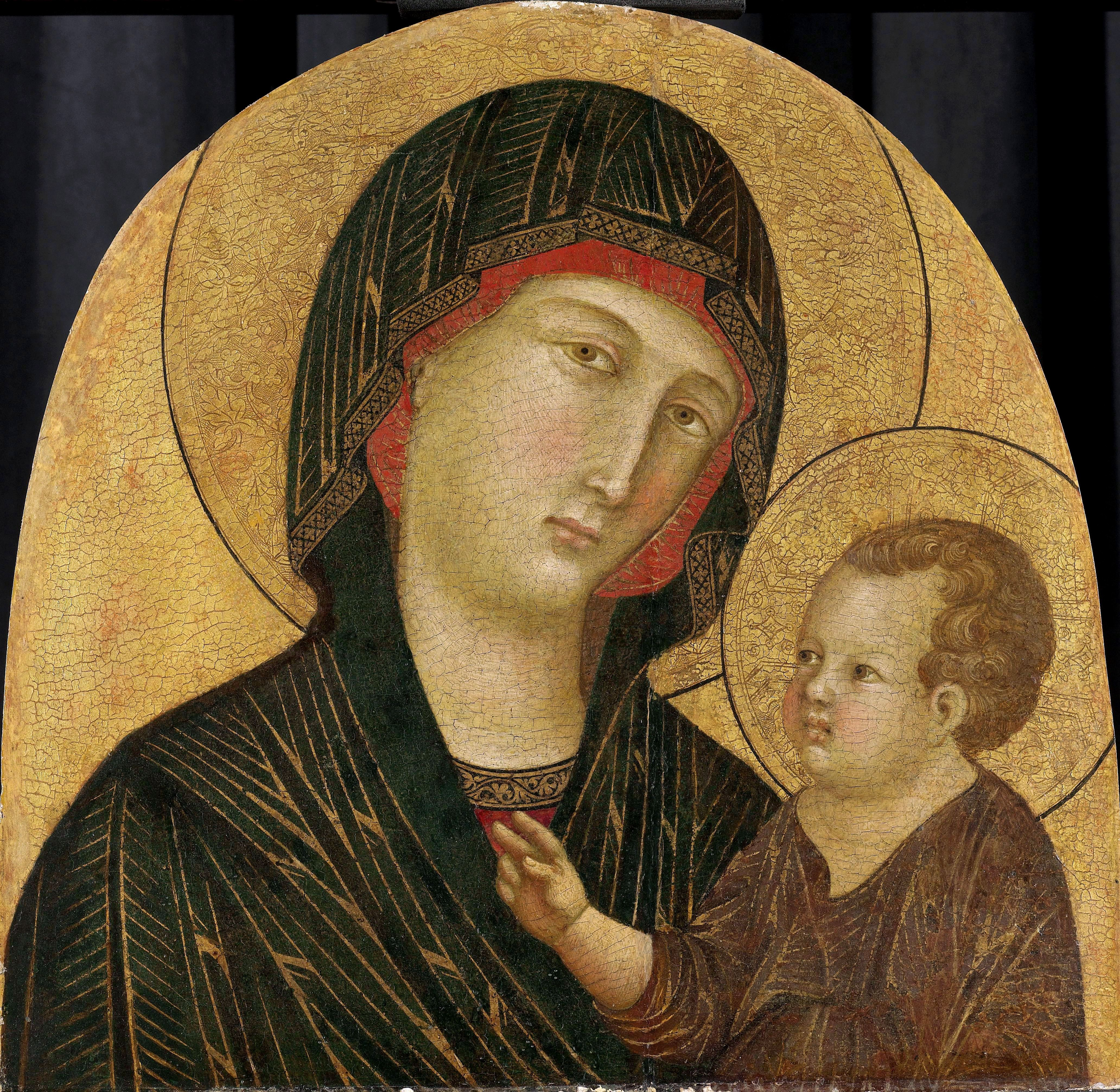
Vierge à l'Enfant, Utrecht

- Vierge à l'Enfant, Indianapolis, Indianapolis Museum of Art, The Clowes Fund Collection, 2009.52
- Maestà (c. 1315), tempera sur bois, 172 × 103 cm, Venise, collection Cini, inv. no 6314 [VAN MARLE  1924]
- Agneau mystique et deux anges, fragment, Casole d'Elsa, Collegiata, sepolcro del vescovo Tommaso d'Andrea [L. BELLOSI in BAGNOLI 1987]
- Vierge à l'Enfant et deux anges (c. 1310), 124 × 147 cm Montepulciano, Musée communal [BAGNOLI 1987]
- Vierge à l'Enfant et saint François, Montepulciano, chiesa di San Biagio [BAGNOLI 2003.3]

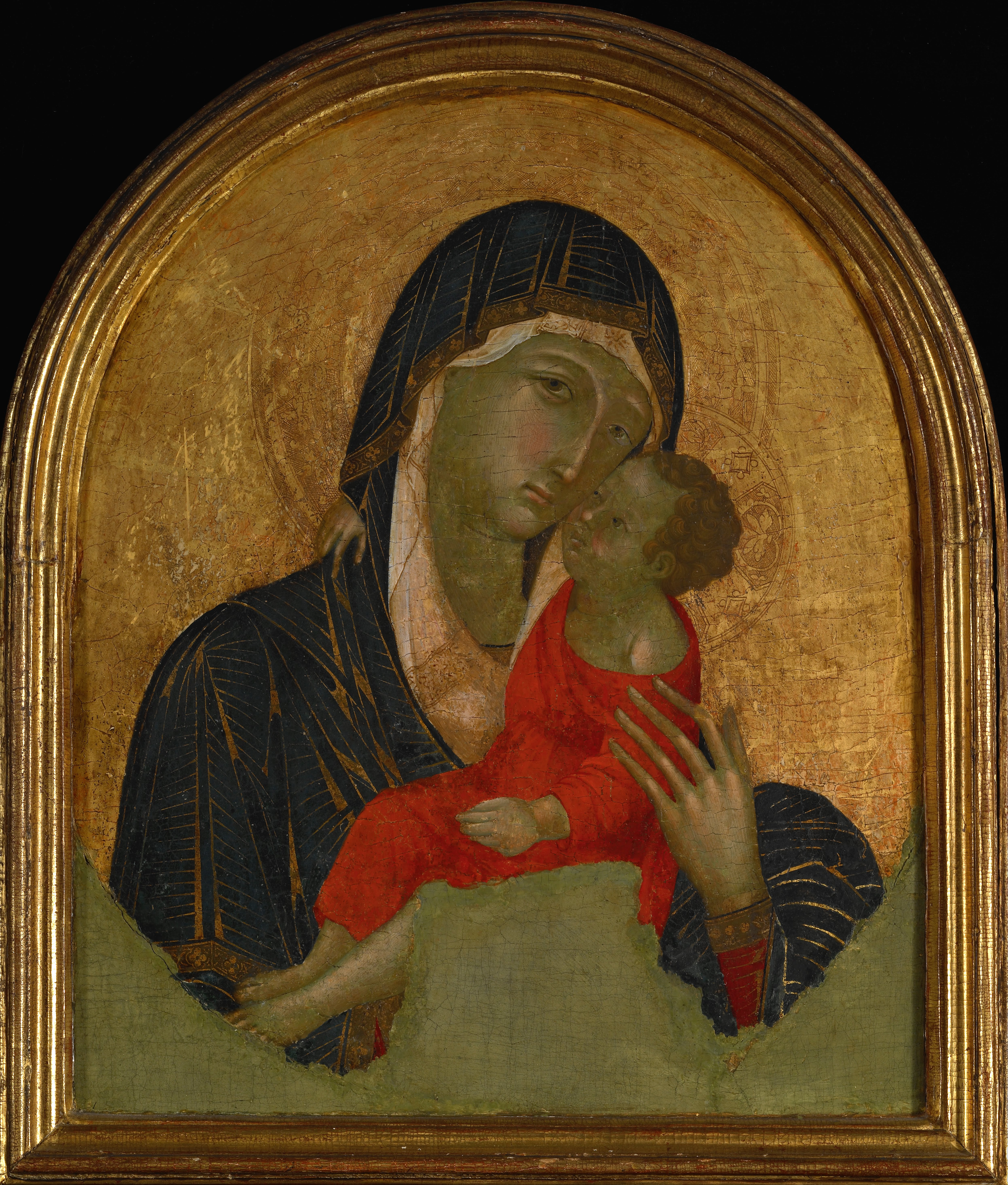
Vierge à l'Enfant, Indianapolis
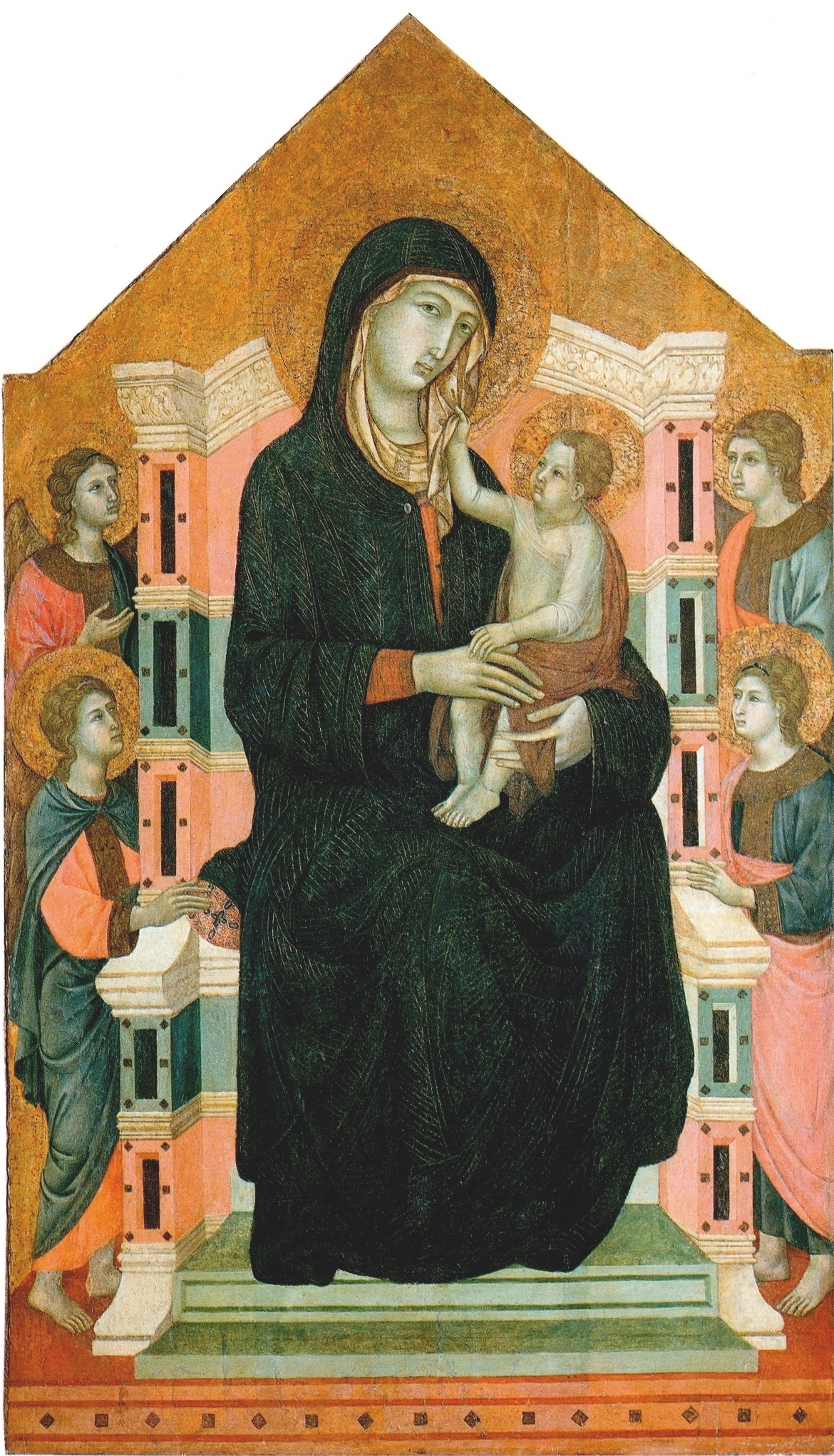
Maestà (vers 1315), Venise, Vittorio Cini Collection
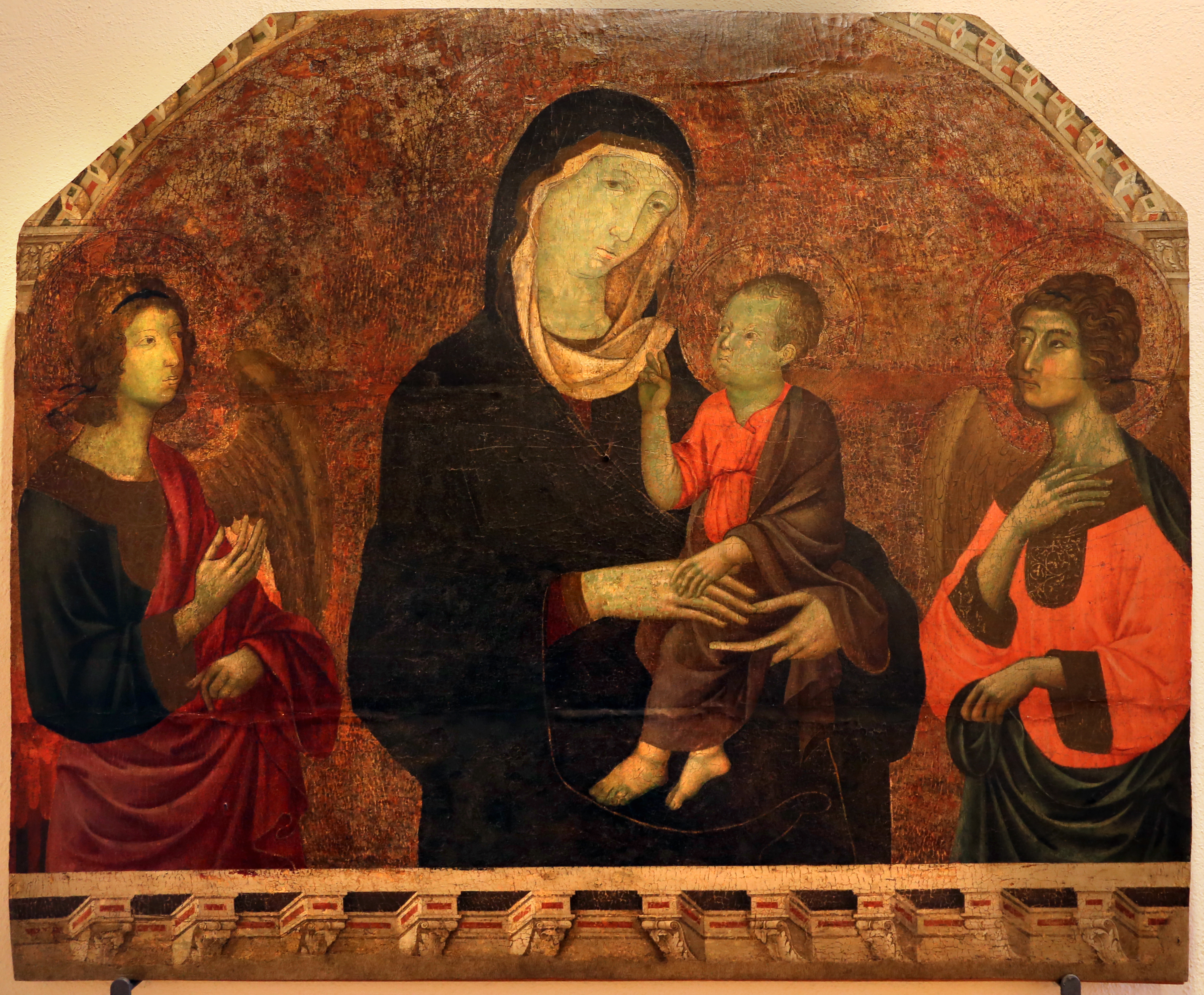
Vierge à l'Enfant et deux anges, Montepulciano, Musée communal
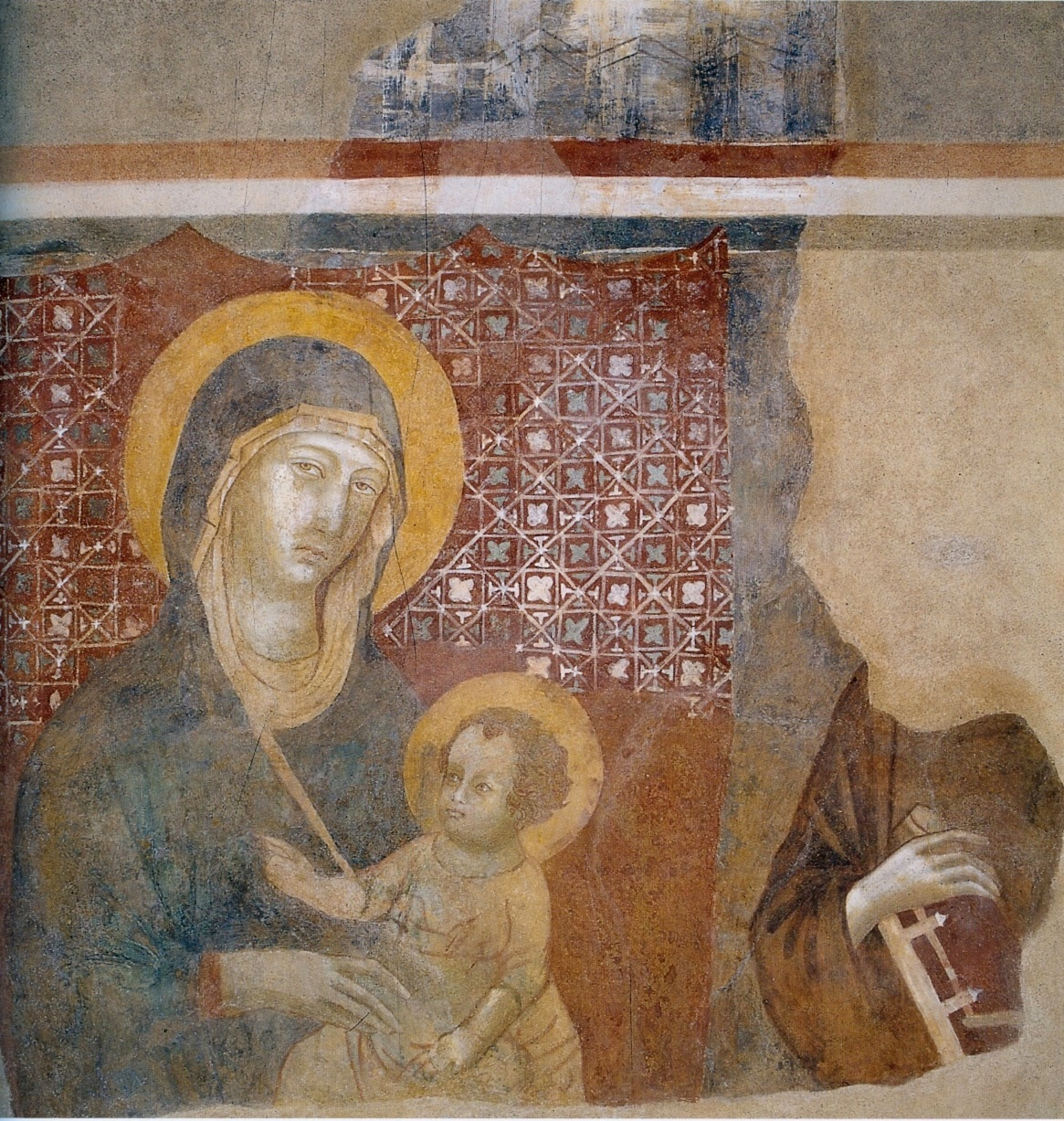
Vierge à l'Enfant et saint François, Montepulciano, San Biagio

autres œuvres proposées
- Maestà Kress, tempera su tavola, 230 × 142 cm, Washington (DC), National Gallery of Art, inv. 1961.9.77 - Kress 2063, provenant de l'église des SS. Quirico e Giulitta de San Quirico d'Orcia (auj. attribuée au Maître de San Quirico d’Orcia)
- Madone de Buonconvento, tempera et or sur bois, 67 × 48 cm, Buonconvento, Museo d'arte sacra di Val d'Arbia (auj. attribuée à Duccio)
- Madone de Castelfiorentino, Castelfiorentino, (S.Verdiana, Pinacothèque) (La critique est divisée entre une attribution à Cimabue, Duccio ou Giotto)
- Crucifix dans l'église de S. Francesco à Grosseto (auj. attribuée à Guido di Graziano ou Duccio)
- Crucifixion avec la Vierge et saint Jean l'évangeliste, Massa Marittima, cathédrale
- Vierge à l'Enfant, Montecchio, église de la Compagnia della Grotta
- Vierge à l'Enfant, de l'église de S. Rocco a Pilli (Province de Sienne).
- Vierge à l'Enfant, tempera sur bois, 65 × 50 cm, Sienne, Pinacoteca Nazionale, no  583 [BRANDI 1933]
- Vierge à l'Enfant et deux anges / Madone Hurd (c. 1310-20), 66,7 × 43,8 cm (cf. vente Sotheby 29 mai 2003, lot 80) (œuvre longtemps attribuée à Segna di Bonaventura)

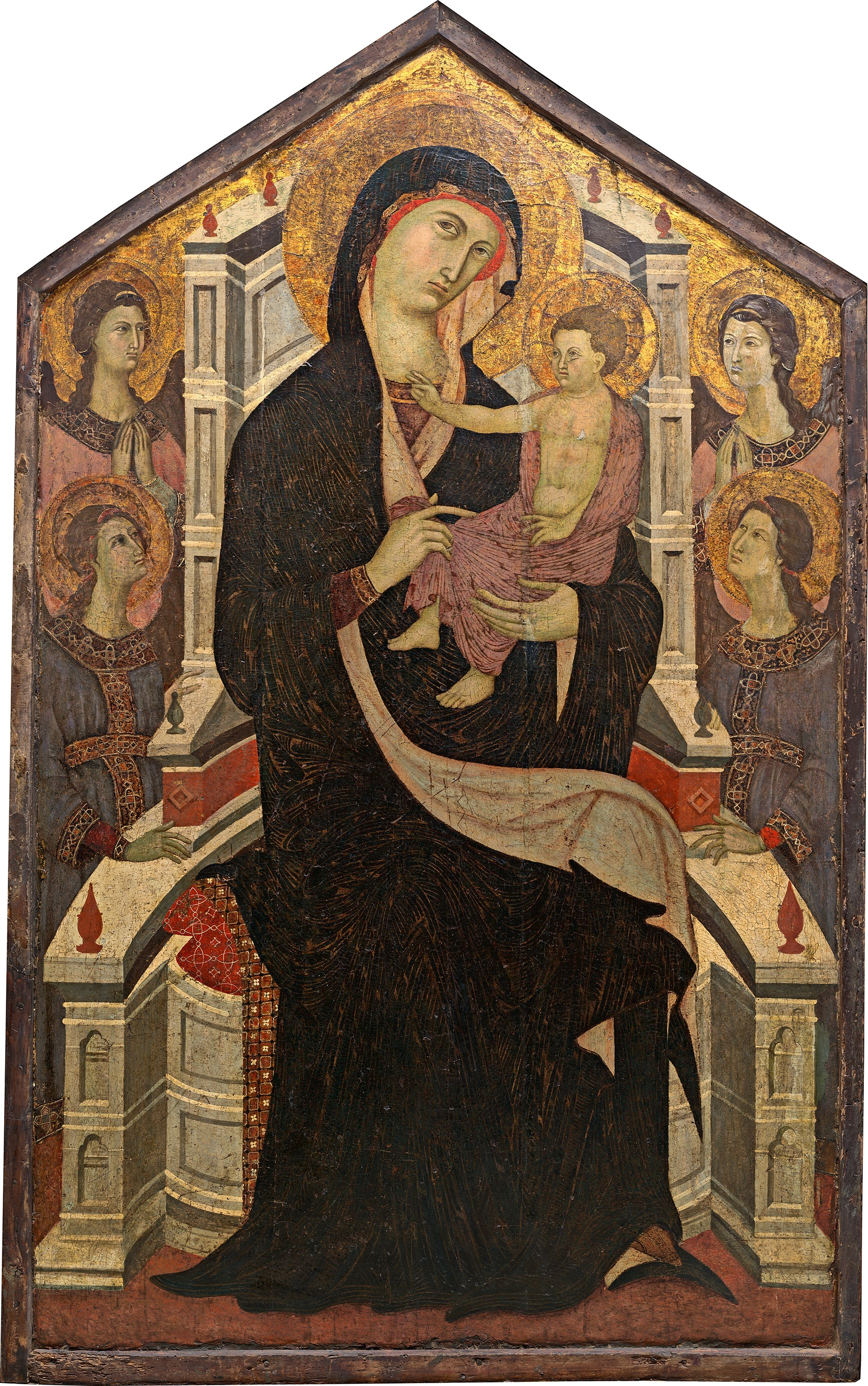
Maestà Kress, Washington, NGA
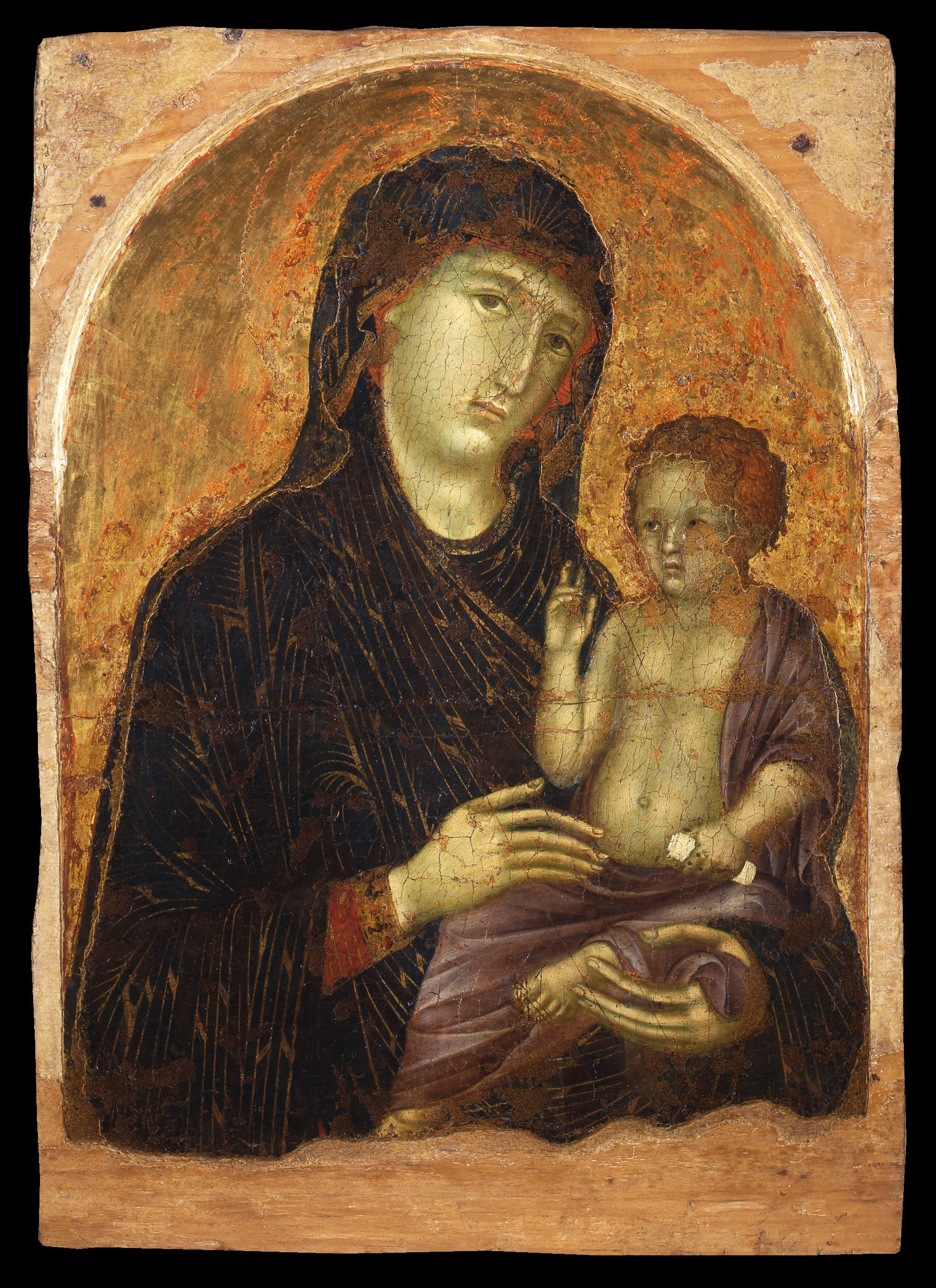
Madone de Buonconvento
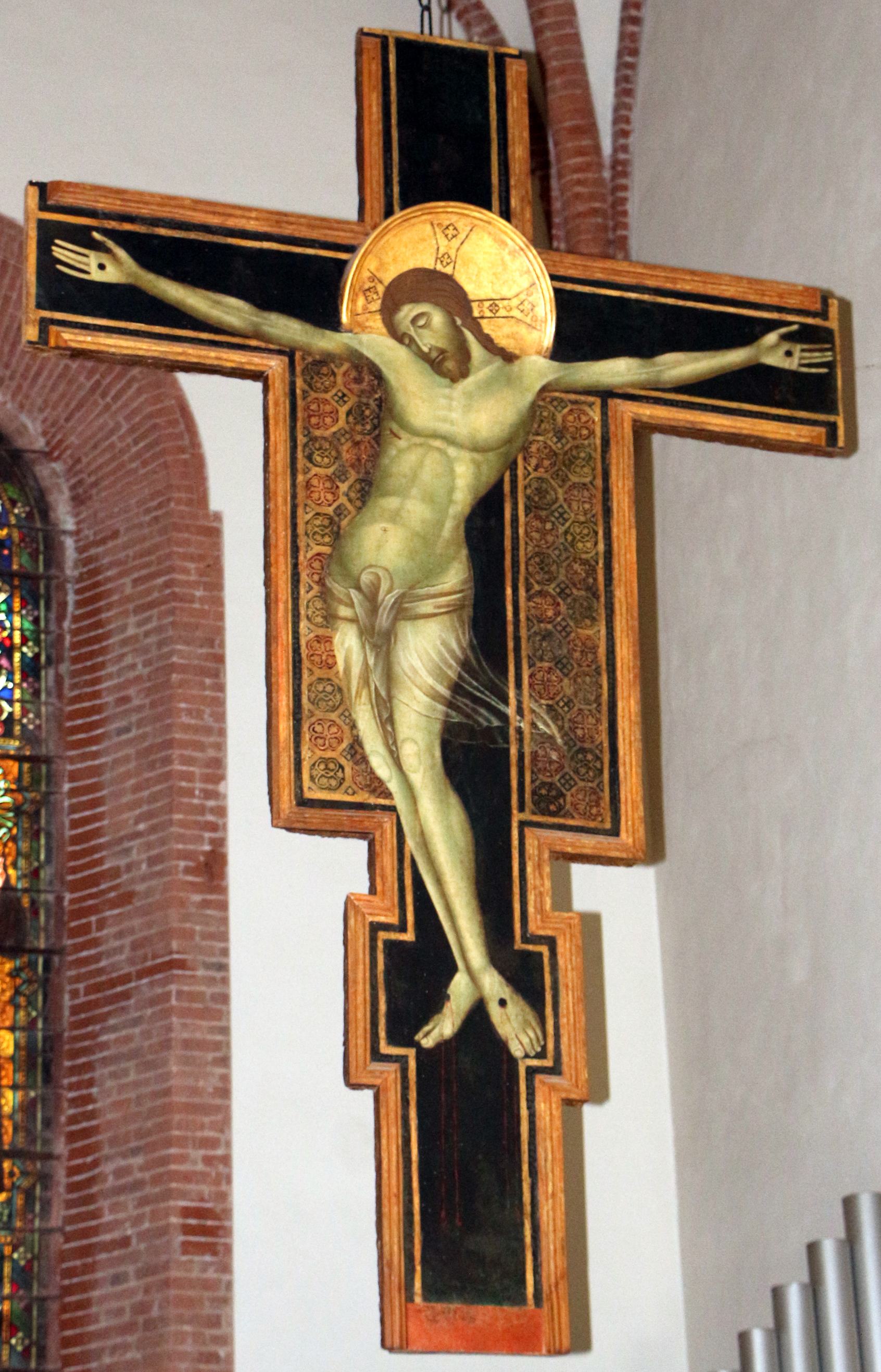
Crucifix, Grosseto, San Francesco